# Tabanus chloropsis
Tabanus chloropsis är en tvåvingeart som beskrevs av Schuurmans Stekhoven 1926. Tabanus chloropsis ingår i släktet Tabanus och familjen bromsar. Inga underarter finns listade i Catalogue of Life.